# Surveyor 2

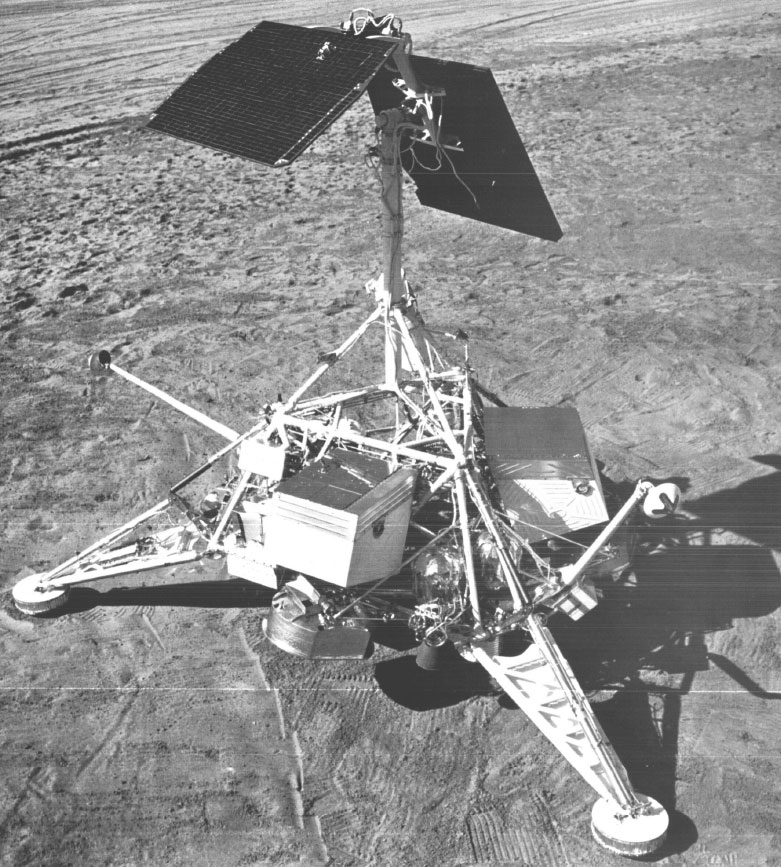
Modello del Surveyor 2

Il Surveyor 2 fu il secondo lander lunare lanciato dagli USA verso la Luna. Per un malfunzionamento non atterrò ma precipitò sul nostro satellite. Il suo scopo era raccogliere informazioni ambientali necessarie per le future missioni Apollo.

## La missione

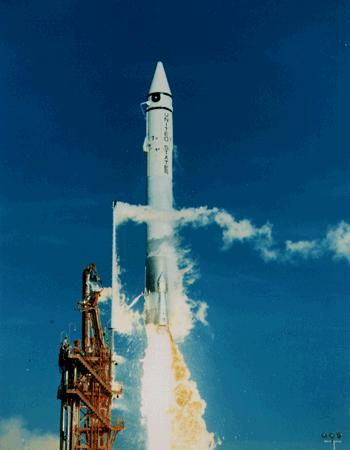
Lancio del Surveyor 2

Il Surveyor 2 fu lanciato il 20 settembre del 1966 alle 12:32:00 UTC tramite il razzo vettore Atlas-Centaur e venne immesso direttamente in una traiettoria di impatto con la Luna. Alle 05:00 UT del 21 settembre uno dei tre motori a bordo fallì l'accensione della durata di 9,8 secondi, necessaria per correggere la navigazione verso la Luna, e la sonda iniziò a roteare in maniera incontrollata. Nonostante i vari tentativi (39, per l'esattezza) di riattivare la propulsione, il razzo non si riaccese e la sonda impattò con la superficie lunare il 23 settembre alle 03:18 UT, coordinate 5,30° nord - 12° ovest.